# Pogromcy duchów II
Pogromcy duchów II (ang. Ghostbusters II) – kontynuacja pierwszej części filmu „Pogromcy duchów” w reżyserii Ivana Reitmana. Scenariusz napisali Dan Aykroyd i Harold Ramis. Okres zdjęciowy: 28 listopada 1988 – marzec 1989.

## Obsada
- Bill Murray – dr Peter Venkman
- Dan Aykroyd – dr Raymond Stantz
- Sigourney Weaver – Dana Barrett
- Harold Ramis – dr Egon Spengler
- Ernie Hudson – Winston Zeddemore
- Peter MacNicol – dr Janosz Poha
- William T. Deutschendorf – Oscar Barrett
- Henry J. Deutschendorf II – Oscar Barrett
- Wilhelm von Homburg – Vigo z Karpat
- Max von Sydow – Vigo z Karpat (głos)
- Rick Moranis – Louis Tully
- Annie Potts – Janine Melnitz
- David Margulies – burmistrz Lenny
- Kurt Fuller – Jack Hardemeyer
- Harris Yulin – sędzia Stephen „The Hammer” Wexler
- Janet Margolin – prokuratorka
- Jim Fye –
  - duch Tony’ego Scolieriego
  - Statua Wolności
  - duch biegacza
- Tim Lawrence – duch Nunzio Scolieriego
- Brian Doyle-Murray – psychiatra
- Robin Shelby – Slimer
- Ivan Reitman –
  - Slimer (głos)
  - pieszy
- Christopher Villaseñor – dziecko na przyjęciu urodzinowym #1
- Mary Ellen Trainor – matka dziecka na przyjęciu urodzinowym #1
- Jason Reitman – dziecko na przyjęciu urodzinowym #2
- Cibby Danyla – matka dziecka na przyjęciu urodzinowym #2
- Catherine Reitman – dziewczynka ze szczeniakiem
- Philip Baker Hall – szef policji
- Louise Troy – kobieta nosząca ożywione futro z norek
- Cheech Marin – pracownik portowy
- Bobby Brown – portier
- Ben Stein – pracownik biura burmistrza

Źródło: 